# Consell Comarcal del Bages

ERC: 14 seients
Junts: 8 seients
PSC: 6 seients
CUP: 2 seients
ARA-PDeCat: 1 seients
En comú: 1 seients
GFP: 1 seient

El Consell Comarcal del Bages és una administració pública situada en aquesta comarca amb seu a Manresa al carrer de la Muralla de Sant Domènec, 24. Els membres que en constituiran el ple surten escollits a partir de les eleccions municipals, actualment la composició del ple és aquesta: